# Sindre Lunke
Sindre Skjøstad Lunke (17 d'abril de 1993) és un ciclista noruec, professional des del 2013 i actualment a l'equip Team Sunweb.

## Palmarès

### Resultats a la Volta a Espanya
- 2016. 135è de la classificació general

### Resultats al Giro d'Itàlia
- 2017. 120è de la classificació general